# 回旋加速器

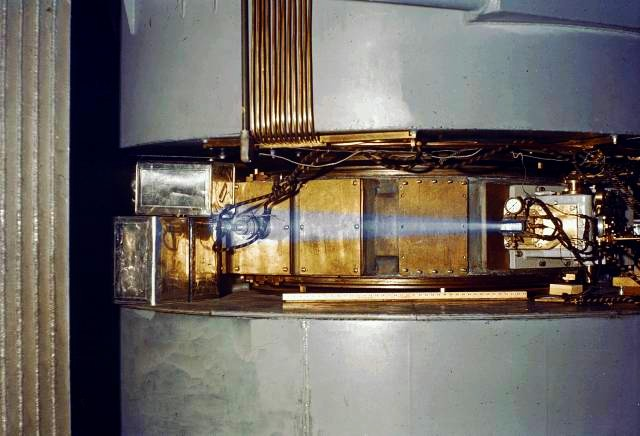
一個60吋的迴旋加速器

迴旋加速器示意图

迴旋加速器是一種粒子加速器。迴旋加速器通過高頻交流電壓來加速帶電粒子。大小從數英吋到數公尺都有。它是由美国物理学家欧内斯特·劳伦斯於1929年發明。在同步加速器於1950年代興起以前，迴旋加速器一直是粒子物理學的主要研究用工具，許多原子核、基本粒子的性質有關的資訊，均是利用高能粒子轟擊原子靶而獲得的。

## 歷史
在1929年時，勞倫斯就已經考慮過這種可能性：將粒子重複地經由一相對小電壓做加速。他於是與李明斯頓（M.S.Livingston）合作，發展出了迴旋加速器。第一部迴旋加速器建於1930年，稍後的改良則於1934年完成。1932年，約翰·柯克勞夫與歐內斯特·沃吞在英國製造了第一台「原子擊破器」，利用700,000V的單一高電壓對質子加速，然後再拿它們轟擊鋰靶。他們採用的方法雖然較為野蠻，但確實是建構出了這麼個高電壓。

## 构成
回旋加速器的基本构成是两个处于磁场中的半圆D型盒和D型盒之间的交变电场。带电粒子在电场的作用下加速进入磁场，由于受到洛伦兹力{\displaystyle F=qvB}（其中{\displaystyle B}为磁感应强度，{\displaystyle q}为带电粒子所带电荷）而进行匀速圆周运动，每运动到两个D型盒之间的电场时在电场力作用下加速，之后再次进入磁场进行匀速圆周运动。在不考虑爱因斯坦的狭义相对论时，由于在磁场中回旋半径{\displaystyle R=mv/Bq}与速度成正比，故当回旋半径大于回旋加速器半径时，带电粒子达到最大速度。实际上，根据狭义相对论，带电粒子的质量随速度的增加而增加，故实际应用中带电粒子的回旋周期并非恒定。

## 粒子的能量
由于回旋加速器中的粒子在电压下加速过多次，粒子的最终能量并不取决于加速电压，而是取决于磁场的强度与加速腔（D型盒）的半径。传统的回旋加速器只能将粒子加速至远小于光速的速度（也就是非相对论速度）。对于非相对论粒子，当{\displaystyle m}是粒子的质量，{\displaystyle v}是粒子的速度，而{\displaystyle r}是粒子半圆形轨迹的半径时，用来维持其运行轨道的向心力{\displaystyle F_{C}}的表达式如下
{\displaystyle F_{c}={mv^{2} \over r}}
上面的向心力由磁场{\displaystyle B}产生的洛伦兹力{\displaystyle F(B)}提供
{\displaystyle F(B)=qvB}（这里的{\displaystyle q}是粒子的电荷量）
当粒子的运动半径{\displaystyle r}达到D型盒的半径{\displaystyle R}时，粒子获得最大能量。同时由{\displaystyle F_{C}}与{\displaystyle F(B)}二力相等，可得
{\displaystyle {mv^{2} \over R}=qvB}
{\displaystyle v={qBR \over m}}
所以，粒子的输出能量是
{\displaystyle E={1 \over 2}mv^{2}={q^{2}B^{2}R^{2} \over 2m}}
因此，对于给定的粒子，限制回旋加速器输出能量的因素是磁场{\displaystyle B}的强度，由于磁铁的铁磁性或电磁铁的强度，磁场{\displaystyle B}的强度一般不超过2T，而D型盒的半径{\displaystyle R}则由磁铁的极片半径决定。因此回旋加速器需要十分巨大的磁铁，最大的磁铁出现在劳伦斯于1946年制造的回旋加速器上，它拥有直径4.67米的磁铁极片。

## 用途
在过去的几十年间，回旋加速器是核物理实验中最好的高能粒子源；几个回旋加速器仍被用于进行这类研究。这使得各类实验的结果能够用于计算，比如计算原子间的细微空间与各种粒子对撞产物的形成。在此背景下，靶材料的化学与粒子分析能够给与我们研究核子变化与靶材料的机会。